# Saroba cinctipalpis
Saroba cinctipalpis är en fjärilsart som beskrevs av Gustaaf Hulstaert 1924. Saroba cinctipalpis ingår i släktet Saroba och familjen nattflyn. Inga underarter finns listade.